# Niphargus stenopus
Niphargus stenopus é uma espécie de crustáceo da família Niphargidae.
É endémica da Eslovénia.